# Euodynerus haitiensis
Euodynerus haitiensis är en stekelart som beskrevs av Joseph Charles Bequaert och Henry Salt 1931.
Euodynerus haitiensis ingår i släktet kamgetingar och familjen Eumenidae. Inga underarter finns listade i Catalogue of Life.